# Gaston Longeval
Gaston Longeval est un industriel et un homme politique belge né le 5 janvier 1898 à Deux-Acren (Hainaut) et mort le 25 décembre 1980 à Lessines (même province).
Il est conseiller communal (1932–1964), échevin (1952–1958) puis bourgmestre (1958–1964) de Deux-Acren. Il est aussi conseiller provincial de 1932 à 1936. En avril 1954, il est élu député de l'arrondissement de Soignies à la Chambre des représentants de Belgique pour le Parti libéral. Il conserve ce poste jusqu'en 1958.